# 丹下左膳 こけ猿の壺
『丹下左膳 こけ猿の壷』（たんげさぜんこけざるのつぼ）は、1954年12月8日に大映が配給した、三隅研次監督による時代劇映画。三隅研次・第1回監督作品。戦前に山中貞雄により映像化された映画『丹下左膳余話 百萬両の壺』のリメイク。これまで何度も丹下左膳役を演じていた大河内傳次郎、最後の丹下左膳役である。
財宝の有りかの手掛かりが記された茶壷、通称「こけ猿の壷」を巡るドタバタ劇を描いた作品である。

## あらすじ
日光廟の修復を命じられた柳生対馬守は、茶壷「こけ猿の壷」を探し、そこに記された財宝で費用をねん出しようとした。
ところが肝心の壺は対馬守の弟・源三郎に持ち出されてしまい、急遽使いが派遣される。
盗賊のお島は遊び人・鼓の与吉と共謀して茶壷を盗み、硯売りの少年チョビ安に預けるも持ち出されてしまう。一時はチョビ安の養父・丹下左膳の管理下に置かれるが、お島は司馬道場の門弟・上村平馬とともに壺を奪い返す。
さて、源三郎には、司馬道場の当主の娘・萩乃といういいなずけがいた。一方、高弟子の峰丹波は萩乃に思いを寄せ、ひいては道場を手中に収めようとしていた。
その矢先、丹波は「こけ猿の壷」を目にするも、壷を狙っていた左膳との間でもみ合いとなり、そのすきに蒲生泰軒に壷をとられてしまう。
その後、司馬家の当主・十方齋の死によって権力の座に就いた丹波は萩乃を軟禁するも、女中や左膳によって逃げられる。
与吉は萩乃をさらおうとするも今度は泰軒に助けられてしまった上、彼女に壷を柳生家へ届けるよう暗示をかけられてしまう。
一方、左膳にひかれていたお島は彼に協力するも、丹波の手下に殺される。そして、源三郎は左膳の助太刀により丹波一味を撃破する。

## 配役
- 大河内傳次郎 : 丹下左膳
- 高峰三枝子 : 軽業のお島
- 三田登喜子 : 萩乃
- 坂東好太郎 : 柳生源三郎
- 柳永二郎 : 蒲生泰軒
- 杉山昌三九 : 峰丹波
- 高堂国典 : 愚楽
- 上田寛 : 鼓の与吉
- 蔵方しげる : チョビ安
- 橘公子 : お篠
- 葛木香一 : 十方斎
- 伊達三郎 : 上村平馬
- 香川良介 : 田丸主水正

## スタッフ
- 監督 : 三隅研次
- 企画 : 浅井昭三郎
- 撮影 : 牧田行正
- 音楽 : 服部正
- 原作 : 林不忘
- 脚本 :  衣笠貞之助
- 録音 : 大角正夫[4][5][6]
- 照明 : 加藤庄之丞[4][5][6]
- 美術 : 上里義三[4][6]